# Yankeetown
Yankeetown est une ville américaine située dans le comté de Levy en Floride.

## Démographie
| 1930 | 1940 | 1950 | 1960 | 1970 | 1980 |
| ---- | ---- | ---- | ---- | ---- | ---- |
| 157  | 255  | 322  | 425  | 490  | 600  |

| 1990 | 2000 | 2010 | - | - | - |
| ---- | ---- | ---- | - | - | - |
| 635  | 629  | 502  | - | - | - |

Selon le recensement de 2010, Yankeetown compte 502 habitants. La municipalité s'étend sur 21,07 milles carrés (54,57 km2), dont 7,64 milles carrés (19,79 km2) de terres.